# Gacka (rijeka)
Gacka je rijeka ponornica duga 61 km sa svojim pritokama, a izvire ispod Godače i Venca u Sincu. 

## Osobine
Rijeka je dugačka 11 km iako je prije izgradnje hidroelektrana HE Senj i HE Sklope bila dugačka čak 32 kilometara. Proteže se od svog izvora Tonković vrilo te se polako spušta niz područje Gackog polja primajući brojne pritoke. Odlikuje ju je čista bistra voda koja unatoč krševitom kraju relativno sporo teče. Prosječna temperatura ljeti iznosi 10,8° a zimi 7,9°. Dubina rijeke varira od jednog metra pa do 10 metara na najdubljim dijelovima. Po svom kemijskom sastavu, voda je prilično tvrda, blago alkalna te obiluje kalcijevim solima što pospješuje rast vegetacije oko rijeke te je bogata kisikom. Od 9,1 do 13,5 mg/L. Dno rijeke je muljevito.

## Podvodne špilje
Rijeka Gacka obiluje podvodnim speleološkim nalazištima i vrelima. Prva istraživanja započinju u drugoj polovici 20. stoljeća a do tada, podvodni svijet Gacke je bio potpuna nepoznanica. Majerovo vrelo se speleološki smatra najbogatijim, te se u zadnje vrijeme njemu posvećuje posebna pozornost. Smatra se da je preko polovice podvodnih prolaza i kanala Gacke još uvijek neistraženo.

## Turizam i ribolov
Razvoj turizma započinje u drugoj polovici 20. stoljeća kada počinje gradnja turističkih objekata na području Gacke i okolice. Velik doprinos popularnosti Gacke su dala i Plitvička jezera, jer je veliki broj turista putujući prema Plitvicama otkrio i ljepote Gacke. Danas glavni oblik turizma na tom području je rekreacijski i seoski turizam a iznimno je zastupljen i ribolov.
Turisti imaju mogućnosti razgledavanja brojnih starih mlinova na rijeci od kojih su neki danas još uvijek operativni. 
Zbog stroge brige za faunu u rijeci, ribolov je dopušten samo u razdoblju od 1. ožujka do 30. rujna zbog zaštite riblje populacije. Na nekim je mjestima ribolov potpuno zabranjen (Karlov kanal kod Otočca). Posebno je poznata potočna pastrva.

## Flora i fauna
Rijeka Gacka je iznimno bogata florom i faunom. U i oko nje raste 25 biljnih vrsta od mahovina, algi do stabljikastog bilja. Uz 17 vodenih životinjskih vrsta žive potočna pastrva (Salmo trutta), kalifornijska pastrva, štuka, čik, lipljen, bjelonogi potočni rak.
Gacka je dom i čovječjoj ribici koja živi u dubokim vrelima i područjima vječne tame. Nedavno je pokrenut i projekt smanjenja populacije kalifornijeske pastrve jer je počela ozbiljno ugrožavati i potiskivati autohtonu domaću pastrvu.

## Slike
- Majerovo vrilo
- Mlinica na Majerovom vrilu
- Tonkovićevo vrilo
- Dijelovi vodenice na Majerovom vrilu
- Pogled s mosta kod Ličkog Lešča

## Vanjske poveznice
|  | Zajednički poslužitelj ima još gradiva o temi Gacka |

- lickosenjska.com
- gacka.hr